# Худавендигар
Худавендигар (тур. Hüdavendigar) је насељено место у округу Сиврихисар у вилајету Ескишехир, Турска. Према попису из 2020. било је 49 становника.
Худавендигар настањују Бошњаци, чији су се преци доселили 1901. године из Тузле, којих је било 245. Село се раније звало Кочџаз.